# Maryna Hladun
Maryna Samoday Hladun(Марина Самодай) (18 de setembro de 1992) é uma jogadora de vôlei de praia ucraniana.

## Carreira
Ela é filha de  Valeriy e Valentina Samoday, e irmã de Valeriy Samoday, que campeão mundial vôlei de praia Sub-19 em 2009 e  também na categoria Sub-21 em 2011. Ela frequentou a Escola Especializada Número 9 em Sumy, foi premiada como melhor jogadora da categoria Sub-19 em 2009. Jogou pelo time  Orbita-Sportinternat Zaporizhya como ponteira e por duas temporadas atuou pelo time da Seminole State College,  se destacando em todas as regiões em 2010 e  sendo a de MVP, fez parte da equipe dos Trojans que terminou em terceiro do Campeonato da Região II direto em 2011, com marco de 35 vitórias e cinco derrotas, também foi recrutada pela LSU, Oregon State e Arizona State,  competindo indoor e outdoor da Universidade Internacional da Flórida (FIU), chegando as semifinais nas areias no Campeonato Nacional AVCA de 2013 em Mobile, Alabama. com a parceria de Jéssica Mendoza e também com Kate Stepanova; já em 2014, esteve ao lado de Camila Rosado, Marina Boulanger e Jéssica Mendoza.
Em 2008, formou dupla com Tetyana Sukach disputou o Campeonato Europeu Sub-18 em Loutraki terminando em sétimo lugar e o Mundial de Voleibol de Praia Sub-19 em Haia e terminaram na nona posição, no ano seguinte disputou o Campeonato Europeu Sub-20 em Kos ao lado de Ksenia Chekmaryova e finalizaram em quintor.
Ao lado de Elizaveta Sulima obteve o vigésimo quinto lugar no Mundial de Voleibol de Praia Sub-19 de 2010 realizado em Porto e foram quartas colocadas no Campeonato Europeu Sub-22 de 2013 em Varna. Em 2016, disputou o Circuito 	da National Volleyball League (NVL)  ao lado de Kimberly Hildreth e em 2017 ao lado de Kristin Heldt. Estreou em 2018, no Circuito Mundial ao lado de Diana Lunina no torneio uma estrela de Ljubljana, depois, nesta mesma cidade conquistou o terceiro lugar na edição de inverno, em 2019, juntas conquistou o terceiro lugar em Satun, o vice-campeonato em  Langkawi, assim como no duas estrelas de Aidim, conquistaram o título da etapa de Lárnaca da Continental Cup e terminaram na vigésima quinta posição no Campeonato Europeu de Voleibol de Praia dem Moscou e esteve com Darya Kovalova em competições nacionais.
Em 2021,  formou dupla com Svitlana Baburina e com Daria Romaniuk. Na temporada de 2023, passou a formar dupla com Tetiana Lazarenko e foram campeças do segundo evento Future em Varsóvia.

## Títulos e resultados
- Future II de Varsóvia do Circuito Mundial de 2023
- Future de Rakvere do Circuito Mundial de 2024
- 2* Aidim do Circuito Mundial de 2019
- 1* Langkawi do Circuito Mundial de 2019
- Future de Baden do Circuito Mundial de 2024
- Future de Ios do Circuito Mundial de 2024
- 1* Satun do Circuito Mundial de 2019
- 1* Ljubljana do Circuito Mundial de 2018

- Campeonato Europeu Sub-22 de 2013